# Acrocercops tacita
Acrocercops tacita is een vlinder uit de familie mineermotten (Gracillariidae). De wetenschappelijke naam is voor het eerst geldig gepubliceerd in 2001 door Triberti.
De soort komt voor in Europa.